# 丹绒哥莫
丹绒哥莫是马来西亚彭亨州云冰县兴楼区下辖的一个城镇，也是县内人口第三多的城镇。其往北达瓜拉云冰，南部则紧临以兴楼河为界的柔佛丰盛港县兴楼小镇，也因此可被视为兴楼的彭亨部分。丹绒哥莫附近有一些花园住宅区，镇上的码头备有来往刁曼岛（云冰县的离岸免税岛）渡轮航线，主要的经济行业则为渔业和旅游业。

## 交通

### 公路
丹绒哥莫位于东海岸沿海的马来西亚联邦3号公路旁，也是唯一的主干道路。由于该镇是前往刁曼岛的主要门户，因此新山或吉隆坡的巴士总站都设有巴士路线前往这里。